# وینونا (آریزونا)
وینونا (به انگلیسی: Winona) یک منطقهٔ مسکونی در ایالات متحده آمریکا است که در شهرستان کاکانینو، آریزونا واقع شده‌است. وینونا ۱٬۹۰۲ متر بالاتر از سطح دریا واقع شده‌است.